# Zakaria El Wardi
Zakaria El Wardi (arab. ‏زكريا الوردي‎; ur. 17 sierpnia 1998) – marokański piłkarz, grający na pozycji środkowego pomocnika. W sezonie 2020/2021 zawodnik Rai Casablanca. Młodzieżowy reprezentant kraju.

## Kariera klubowa
Wychowanek Moghrebu Tétouan, do pierwszego zespołu z rezerw dołączył 1 lipca 2016 roku.
W Tetuanie zadebiutował 8 kwietnia 2017 roku w meczu przeciwko Difaâ El Jadida, przegranym 0:2, El Wardi wszedł wtedy na ostatnie 5 minut meczu. Jedyną asystę zaliczył 25 listopada 2017 roku w meczu przeciwko Renaissance Berkane, wygranym 1:2. Zakaria El Wardi asystował przy bramce wyrównującej Zaida Kroucha w 24. minucie. Łącznie w Moghrebie rozegrał 16 meczów i raz asystował.
5 stycznia 2019 roku trafił do Rai Casablanca. W zespole z największego miasta kraju zadebiutował 17 stycznia 2019 roku w spotkaniu przeciwko Moghrebowi Tétouan, zremisowanym 1:1, El Wardi wszedł na ostatnie 13 minut. Pierwszą bramkę strzelił 21 lutego 2020 roku w meczu przeciwko Rai Beni Mellal, wygranym 1:2. El Wardi trafił do bramki w 73. minucie z rzutu karnego. Pierwszą asystę zaliczył 2 sierpnia 2020 roku w meczu przeciwko Youssoufii Berrechid, wygranym 2:0. Zakaria El Wardi asystował przy bramce Abdelilaha Hafidiego w 50. minucie. Z klubem tym zdobył w sezonie 2018/2019 Afrykański Super Puchar, a w sezonie 2019/2020 mistrzostwo Maroka. Łącznie w Rai rozegrał 50 ligowych meczów, strzelił jedną bramkę i raz asystował.

## Kariera reprezentacyjna
Zakaria El Wardi w ojczystej reprezentacji U-23 zadebiutował 15 października 2018 roku w meczu towarzyskim przeciwko Algierii, przegranym 1:2. Łącznie w latach 2018–2019 zagrał 2 mecze towarzyskie.